# Hlíza

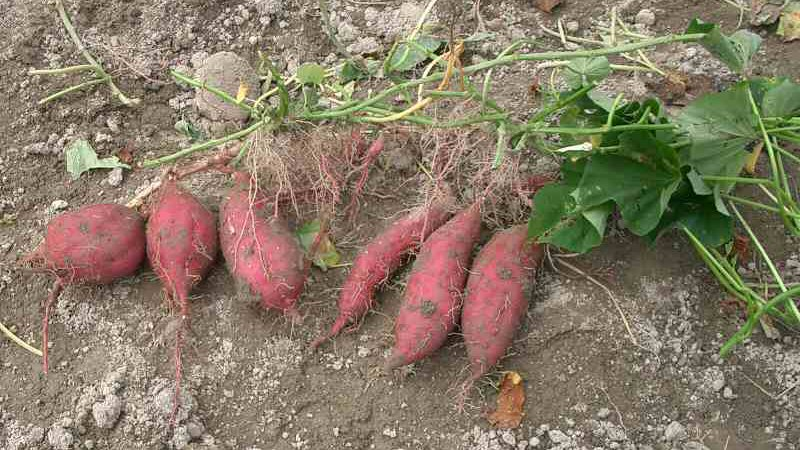
Ukázka hlíz

Hlíza je rostlinný orgán různého původu, v němž se ukládají živiny. Bývá ztlustlá, čímž se zvyšuje její kapacita. Hlízy jsou důležité jako zásobárna živin v nepříznivém období, někdy však slouží i k vegetativnímu rozmnožování.
Základní druhy hlíz:
- oddenková hlíza (brambor)
- stonková hlíza (kedlubna)
- kořenová hlíza (orsej jarní)

K pojmu cibulová hlíza: vnějšími znaky se podobá cibuli, stavbou a povahou je to ovšem hlíza (šafrán).